# Torre J. Fernández (Matadepera)
La Torre J. Fernández és una obra de Matadepera (Vallès Occidental) protegida com a Bé Cultural d'Interès Local.

## Descripció
Torrre de dues plantes i coberta a quatre vessants de teula àrab. Està envoltada d'un jardí de considerables dimensions. El tractament de les façanes presenta homogeneïtat de materials i cromàtica, on predomina l'ornamentació simple de ceràmica. Destaca l'escala d'un tram d'accés.
La torre és una de les primeres mostres d'habitatge d'estiueig de la postguerra, i que marcaran un canvi en la manera d'entendre la urbanització i característiques constructives de Matadepera, moment en el qual s'abandonarà un cert racionalisme per avançar vers una idea més monumentalista.